# Lil Tecca
Tyler-Justin Anthony Sharpe (Queens, 26 de agosto de 2002), conhecido profissionalmente como Lil Tecca, é um rapper, cantor e compositor norte-americano.
Ele alcançou a fama mainstream com o lançamento do seu single "Ransom" em 2019, que alcançou o quarto lugar no Billboard Hot 100. O single foi incluído na sua mixtape de estreia We Love You Tecca (2019), que também alcançou o quarto lugar mas no Billboard 200, e que continha os singles "Love Me" e "Did It Again". O seu primeiro álbum, Virgo World (2020) estreou na décima posição do Billboard 200, e os seus álbuns We Love You Tecca 2 (2021) e TEC (2023) atingiram posições semelhantes. Esses tais dois últimos álbuns mencionados geraram os singles de sucesso como "Never Left", "Our Time", "Lot Of Me" e "500lbs".

## Carreira
Quando Tecca tinha nove anos, despertou o seu interesse pela música fazendo rap com seus amigos pelo microfone da sua Xbox. Eles faziam "diss tracks" uns para o outros, duas das quais foram enviadas para o SoundCloud, mas já foram retiradas.
Sua primeira faixa a ganhar um mínimo de popularidade, "Tectri", foi feita em colaboração com seu amigo Lil Gummybear, e foi lançada no início de 2017. Outras faixas preliminares dele incluem "Callin". Apenas um ano depois, a carreira de Tecca começou a subir com seu single de sucesso, "Ransom", que foi originalmente carregado no canal Lyrical Lemonade de Cole Bennett no YouTube em 22 de maio de 2019. A música alcançou o quarto lugar no Billboard Hot 100, recebeu mais de 1 bilhão de streams no Spotify e mais de 400 milhões de visualizações no YouTube.
No dia 30 de agosto de 2019, Tecca lançou a sua primeira mixtape, We Love You Tecca. A mixtape alcançou o quarto lugar no Billboard 200 dos EUA.
Após o lançamento de vários singles em 2020, Tecca lançou seu álbum de estreia, Virgo World, no dia 18 de setembro de 2020.
No dia 6 de abril de 2021, Tecca lançou o single "Show Me Up". Em 6 de maio de 2021, ele lançou o single "Never Left", que alcançou a posição 54 no Billboard Hot 100 dos EUA.
Em 6 de agosto de 2021, Tecca lançou o single "Repeat It" com o rapper americano Gunna. Em 27 de agosto de 2021, Tecca lançou seu segundo álbum de estúdio, We Love You Tecca 2. Mais tarde, ele participou no tour "Tecca Loves You" com tana, Bktherula e yvngxchris.
Em 2022, Tecca lançou uma colaboração "Let Love Go" com a cantora inglesa Mabel como parte do segundo álbum de estúdio de Mabel, About Last Night. Em 2023, Lil Tecca retornou com uma série de singles antes de lançar o seu terceiro álbum "TEC" em 22 de setembro. 
Tecca também é coproprietário da Galactic Records. A lista de artistas da Galactic consiste no próprio Tecca, tana, Tokin e WAV.